# Juan Pablo Caffa
Juan Pablo Caffa (Murphy, Santa Fe, Argentina; 30 de septiembre de 1984) es un exfutbolista argentino. Se desempeñaba como volante izquierdo.

## Trayectoria
Se inició como futbolista en el club de su pueblo, el Centro Recreativo Unión y Cultura de Murphy. A los 16 años, mudó sus dotes futbolísticos y formó parte de la cantera del Boca Juniors. Fue campeón de la 5ª División con el Xeneize y en una gira por Europa fue pretendido por el Chelsea, donde jugó amistosos con la camiseta "blue". Este paso a prueba por Londres llamó la atención de Carlos Bianchi que lo subió inmediatamente al primer equipo de Boca. Igualmente se dio el gusto de celebrar el campeonato local y la Copa Intercontinental en 2003 como parte de la plantilla.
Luego continuó su carrera en Ferro Carril Oeste, donde se consolidó como titular con grandes actuaciones en el club de Caballito. Sus asistencias y goles en el "verdolaga" hicieron que otra vez un club de Primera División pusiera los ojos en él. Así fue como llegó a Arsenal de Sarandí en 2005. En Sarandí se hizo célebre su forma particular de celebrar los goles, emulando tocar el violín, ganándose rápidamente el apodo de "Violinista del Viaducto".
El Apertura 2006 fue consagratorio, tanto para Caffa como para Arsenal, que acabó entre los cinco primeros de la clasificación. Caffa, justamente, fue clave anotando cuatro goles en esa campaña.
Juan Pablo es un centrocampista de grandes cualidades físicas, que le convierten en un auténtico ‘pistón’ por la banda izquierda, su mejor perfil. Puede actuar como extremo, como interior o incluso como delantero, llegado el caso, de acuerdo al sistema táctico. Según Sergio Giovagnoli, uno de sus exentrenadores: "Por su porte, tiene unas características parecidas a las de Mario Kempes y una media superior a 8 puntos en la Superliga".
En enero de 2007 fichó por el Real Betis Balompié, de la Liga de España de fútbol, gracias a sus grandes actuaciones en Arsenal frente a equipos de la talla de Boca Juniors, San Lorenzo de Almagro, Independiente o Racing Club. El partido debut de Caffa en el conjunto verdiblanco fue ante el eterno rival Sevilla Fútbol Club por Copa del Rey. Se transformó en uno de los principales asistidores del Betis y marcó el recordado gol de falta al Real Madrid en el Trofeo Carranza.
En verano del 2008 su fichaje por el Real Zaragoza fue en calidad de cedido por una temporada, ya que el Betis se resistía a vender al jugador. A pesar de esta posición del club andaluz, el Real Zaragoza sigue intentando poder adquirir al jugador.
Además de su valía como banda izquierda, Caffa añadió algo positivo al Zaragoza que es su nacionalidad italiana sin ocupar plaza de extranjero. En este equipo consiguió el ascenso a Primera División Española tras una muy buena temporada, en la que consiguió 4 goles y 5 asistencias para llegar a convertirse en uno de los pilares del equipo aragonés completando 38 partidos con la camiseta maña.
El jugador murphense debió volver al Real Betis, pero tenía ofertas de grandes equipos argentinos como River Plate o San Lorenzo de Almagro. En España, el RCD Español estaría interesado en el extremo zurdo.
En la temporada 2009/10, Caffa logró ser el jugador más eficaz del Real Betis en cuanto a minutos jugados por gol marcado, con una media de un gol cada 150 minutos jugados y siete goles convertidos totales. En la siguiente temporada, de Segunda División (donde el Betis ascendería), tuvo un buen arranque con el club verdiblanco pero una oferta de su país hizo cambiar de rumbo su carrera. 
En noviembre de 2010, Caffa fue presentado como jugador del Arsenal Fútbol Club. "Vengo aquí para ser campeón", dijo el volante al llegar a Argentina. Así fue como con el equipo celeste y rojo ganó el Torneo Clausura 2012, el primer campeonato local de la institución de Sarandí. También disputó la primera edición de la Supercopa Argentina frente a Boca y se coronó campeón por segunda vez en su país.
Las buenas actuaciones tanto en el medio local como en la Copa Libertadores con Arsenal hicieron que en enero de 2013 Caffa regrese a Europa. Fue así como llegó al Asteras Trípolis donde consiguió una tercera posición histórica en la Superliga de Grecia, un subcampeonato de la Copa de Grecia y disputó la UEFA Europa League.

## Clubes
| Club                 | País           | Año       |
| -------------------- | -------------- | --------- |
| Boca Juniors         | Argentina      | 2003-2004 |
| Ferro                | Argentina      | 2004-2005 |
| Arsenal              | Argentina      | 2005-2007 |
| Real Betis           | España         | 2007-2008 |
| Real Zaragoza        | España         | 2008-2009 |
| Real Betis           | España         | 2009-2010 |
| Arsenal              | Argentina      | 2010-2012 |
| Asteras Tripolis     | Grecia         | 2013-2014 |
| Liga de Loja         | Ecuador        | 2015      |
| Universidad Católica | Ecuador        | 2016      |
| Tulsa Roughnecks     | Estados Unidos | 2017      |

## Palmarés

### Campeonatos nacionales
| Título           | Club               | País      | Año    |
| ---------------- | ------------------ | --------- | ------ |
| Primera División | Arsenal de Sarandí | Argentina | C-2012 |
| Supercopa        | Arsenal de Sarandí | Argentina | 2012   |

- Datos: Q1357106
- Multimedia: Juan Pablo Caffa / Q1357106